# Edith McGuire
Edith Marie McGuire (* 3. června 1944 Atlanta, Georgie) je bývalá americká atletka, sprinterka, olympijská vítězka v běhu na 200 metrů z roku 1964.

## Sportovní kariéra
Na začátku své kariéry se věnovala především běhu na 100 metrů a skoku do dálky. V olympijské sezóně 1964 se přeorientovala na běh na 200 metrů. V Tokiu se v této disciplíně se stala olympijskou vítězkou, další dvě stříbrné medaile přidala ve startech na 100 metrů a ve štafetě na 4 x 100 metrů.

## Osobní rekordy
- běh na 100 metrů – 11.47 (1964)
- běh na 200 metrů – 23.05 (1964)
- skok do dálky – 591 cm (1961)